# Малые ГЭС Алтая
Малые ГЭС Алтая — малые гидроэлектростанции мощностью менее 25 МВт, расположенные на территории республики Алтай.
Республика Алтай богата гидроэнергетическими ресурсами, которые однако используются очень слабо. В настоящее время на территории республики функционируют три малых ГЭС, каждая мощностью менее 1 МВт, также существует ряд проектов строительства гидроэлектростанций.

## Действующие малые ГЭС

### ГЭС «Кайру»
Пущена в 2002 году. Обеспечивает энергоснабжением удалённое село Балыкча Улаганского района, к внешней энергосети не подключена и работает автономно. Плотина ряжевого типа. Мощность ГЭС — 0,4 МВт, в здании ГЭС установлено два горизонтальных гидроагрегата ГА-2М мощностью по 0,2 МВт производства ЗАО "МНТО ИНСЭТ". Радиально-осевые турбины гидроагрегатов работают на напоре 60 м.

### ГЭС «Джазатор»
Пущена в 2007 году на реке Тюнь. Обеспечивает энергоснабжением удалённое село Джазатор Кош-Агачского района, к внешней энергосети не подключена и работает автономно. Гидроэлектростанция построена по деривационному типу. Мощность ГЭС — 0,63 МВт, в здании ГЭС установлено два горизонтальных гидроагрегата ГА-5 производства ЗАО "МНТО ИНСЭТ" мощностью по 0,315 МВт, с ковшовыми турбинами, работающими на напоре 140 м.

## Законсервированные малые ГЭС

### Чемальская ГЭС
Расположена на реке Чемал в селе Чемал Чемальского района республики Алтай, в нескольких сотнях метров от места впадения реки Чемал в реку Катунь. Вырабатываемой электроэнергией пользуются близлежащий санаторий и несколько жилых домов на его территории. Начало строительства Чемальской ГЭС — 1931 год, пущена в 1935 году (старейшая ГЭС Алтая). В 2011 году станция была выведена из эксплуатации, в 2014 году сильно пострадала от наводнения (была размыта плотина). Оборудование ГЭС отработало более 70 лет, морально устарело и физически изношено, требуется его замена. ГЭС построена по приплотинной схеме, напорные сооружения образуют небольшое водохранилище. Мощность ГЭС, по разным источникам, 0,4 или 0,5 МВт (2 генератора мощностью 230 кВт и 270 кВт). В здании ГЭС размещены два гидроагрегата с горизонтальными турбинами. ГЭС находится в собственности региона, планируется ее модернизация с увеличением мощности до 1 МВт.

## Недостроенные малые ГЭС

### Акташская ГЭС

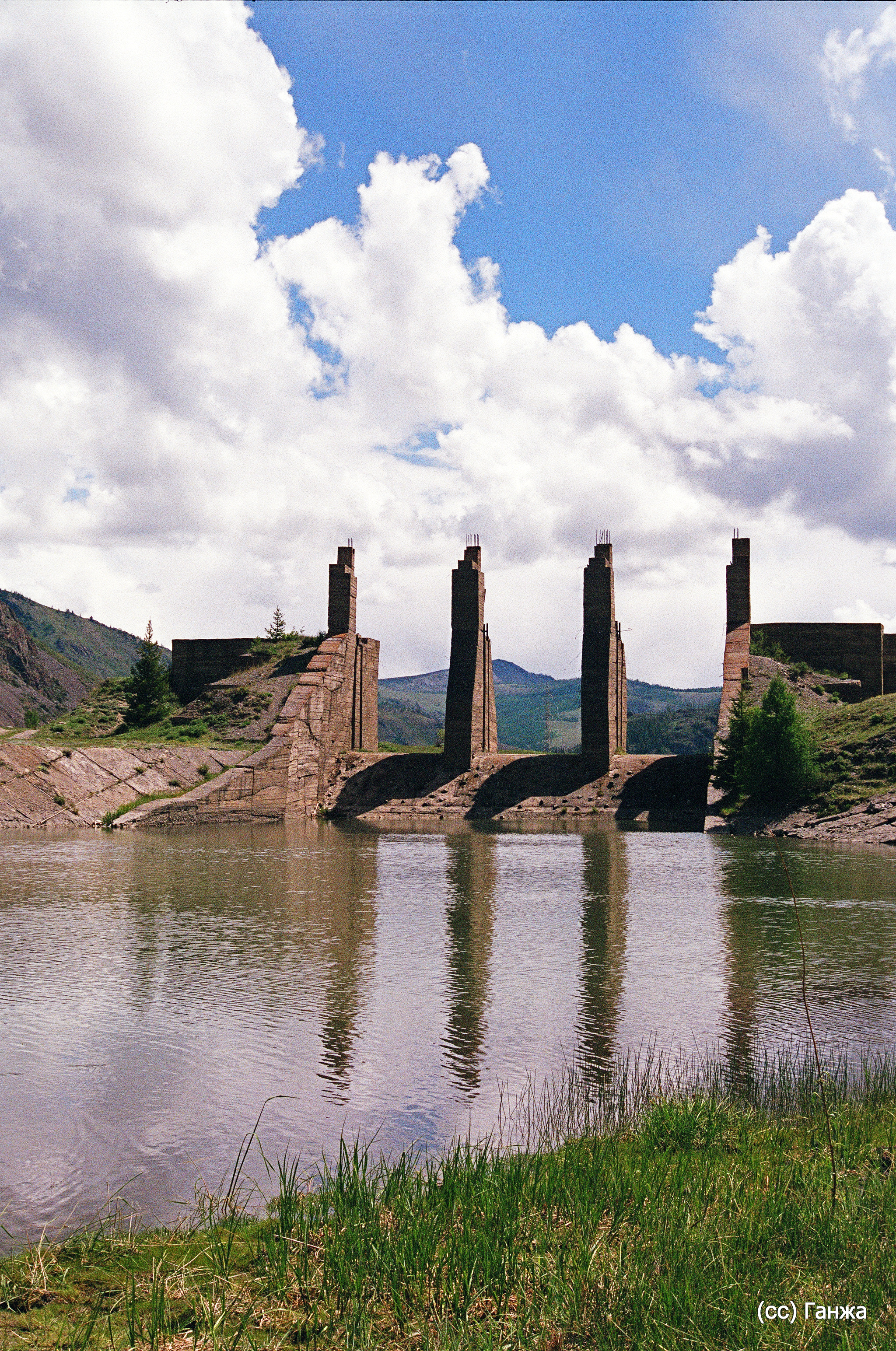
Заброшенная Акташская ГЭС.

Расположена на реке Чуя, вблизи села Акташ Улаганского района. Планировалась для энергоснабжения Акташского ртутного рудника. Планируемая мощность ГЭС — 8,1 МВт, среднегодовая выработка — 55,7 млн кВт.ч, с возможностью дальнейшего увеличения мощности до 14,4 МВт и среднегодовой выработки до 96,6 млн кВт.ч. Создана по деривационной схеме, с отводом части стока Чуи в её древнее русло. Состав сооружений ГЭС: земляная плотина, водосливная плотина, водозаборное сооружение, деривационный канал длиной около 2 км, напорный бассейн, уравнительный резервуар, напорные водоводы длиной 360 м, здание ГЭС, отводящий канал. Строительство ГЭС началось в 1961 году, велось хозспособом, преимущественно студенческими стройотрядами, и по причине недостатка выделяемых средств сильно затянулось. К 1972 году строительство ГЭС было в значительной степени завершено (необходимо было выполнить перекрытие реки земляной плотиной и монтаж уже завезённого гидросилового оборудования), однако оказалось, что качество выполненных строительных работ недопустимо низкое и достройка станции была признана нецелесообразной. Позднее сама концепция данной ГЭС была признана неудачной, в связи с большими площадями затопления и ухудшением перспектив гидроэнергетического освоения нижележащего участка реки. В настоящее время, сооружения ГЭС заброшены и частично разрушены, оборудование сдано в металлолом.

## Перспективные малые ГЭС

### ГЭС «Чибит»
Она же Чибитская ГЭС. Створ ГЭС расположен в нижнем течении реки Чуя в Улаганском районе в 1-2 км выше с.Чибит в районе так называемого Мажойского каскада — участка реки со значительным падением и большим количеством порогов. Планируемая мощность ГЭС — 24 МВт, среднегодовая выработка — 108,5 млн.кВт.ч. Проект ГЭС разрабатывается как минимум с 1995 года как составная часть Чуйского каскада из трёх ГЭС (Чибитская ГЭС является нижней ступенью каскада). Разработка технико-экономического обоснования проекта Чибитской ГЭС велась за счёт средств бюджета республики Алтай, в 2009 году проект успешно прошёл экспертизу.
Интерес к строительству Чибитской ГЭС высказывали различные компании, в частности ОАО «МРСК Сибири». 31 августа 2010 года ОАО «РусГидро» приняло решение о создании ОАО «Малые ГЭС Алтая» с целью реализации проекта Чибитской ГЭС, в рамках исполнения поручений Президента Российской Федерации Медведева Д. А. от 05.02.2010 и Заместителя Председателя Правительства Российской Федерации Сечина И. И. от 09.02.2010 о представлении предложений строительства малых ГЭС в Республике Алтай. В октябре 2010 года, строительство Чибитской ГЭС было включено в инвестиционную программу ОАО «РусГидро» с планируемым вводом в 2013 году и инвестициями в проект в 2011—2013 годах в размере 2,687 млрд.руб. В ноябре 2010 года были объявлены конкурсы на проведение работ по актуализации ТЭО (проекта) Чибитской ГЭС, на выполнение работ по дополнительным инженерно-геологическим изысканиям на площадке строительства и проведение исследований для оценки качества местных строительных материалов при возведении сооружений ГЭС, на проведение землеустроительных, кадастровых работ и оформление прав на земельные участки, необходимые для строительства ГЭС, на выполнение работ подготовительного периода строительства. 3 ноября 2010 года ЗАО «Гидроинжиниринг Сибирь», являющееся дочерней структурой «РусГидро», победила в приватизационном аукционе на полный пакет документов технико-экономического обоснования проекта строительства Чибитской ГЭС, предложив 41,7 млн руб. После проведения дополнительных изысканий РусГидро отказалось от реализации проекта.
Выше Чибитской ГЭС возможно строительство ещё двух ГЭС, в том числе верхней ГЭС «Мажой» с водохранилищем ограниченного сезонного регулирования, располагающемся на месте недостроенного водохранилища Акташской ГЭС. Планируемая мощность каскада Чуйских ГЭС после его завершения — 72 МВт.

### Другие проекты
Существует проект строительства малой ГЭС на реке Уймень в Чойском районе, мощностью 10 МВт, среднегодовой выработкой 47,7 млн кВт.ч., стоимостью 1,6 млрд.руб. Также прорабатывается проект строительства каскада из 6 ГЭС общей мощностью 34,5 МВт на реке Мульта (Усть-Коксинский район) от Нижне-Мультинского озера до села Мульта.